# 广坪河
广坪河（又名羊漠河），是中国长江流域的一条河流，汇入嘉陵江上游右岸，属于嘉陵江水系。河长110千米，流域面积1040平方千米，多年平均流量18立方米每秒。自然落差876米。水能理论蕴藏量4万千瓦。